# Murehemaitijiang Mozhapa
Murehemaitijiang Mozhapa (木热合买提江·莫扎帕S, Mùrèhémǎitíjiāng MòzhāpàP, in uiguro: مىراكھمادژون مۇزاففار, traslitterato Mirahmetjan Muzepper; Kashgar, 14 gennaio 1991) è un calciatore cinese, difensore del Chengdu Rongcheng.

## Carriera

### Club
Murehemaitijiang Mozhapa inizia la sua carriera da calciatore nel 2004, quando viene acquistato dallo Shandong Luneng dove compie tutta la trafila delle giovanili fino al 2010, anno in cui viene ceduto in prestito all'Henan Jianye. Debutta con la sua nuova squadra il 9 aprile, durante il match di campionato con il Liaoning Whowin. Il 25 maggio realizza la sua prima rete in carriera, in occasione della partita con il Qingdao Jonoon. Conclude la sua prima stagione, da calciatore professionista, con uno score di 21 partite ed una sola rete realizzata.
Nel 2011 ritorna allo Shandong Luneng dove debutta ufficialmente, in prima squadra, il 10 aprile durante il match con il Changchun Yatai.

### Nazionale
Tra il 2009 ed il 2010 gioca, in totale, 10 partite tra cui 7 con l'Under-20 e 3 con l'Under-23. Nel 2018 ha esordito in nazionale maggiore.

## Palmarès

### Club

#### Competizioni nazionali
- Campionato cinese: 2

Shandong Luneng: 2010
Shanghai Port: 2023